# Новомиколаївське (Мовчанівське) нафтогазоконденсатне родовище
Новомиколаївське (Мовчанівське) нафтогазоконденсатне родовище — належить до Руденківсько-Пролетарського нафтогазоносного району Східного нафтогазоносного регіону України.

## Опис
Розташоване в Полтавській області на відстані 35 км від смт Нові Санжари.
Знаходиться на фундаменті південної прибортової зони Дніпровсько-Донецької западини в межах Нехворощанського виступу та
Входить до складу Руденківсько-Новомиколаївської групи родовищ. Новомиколаївська структура (промислова продуктивність якої пізніше не підтвердилася) виявлена в 1951-1952 рр., а Мовчанівська — в 1965-1969 рр. Остання входить до Новомиколаївського родовища як окремий Мовчанівський блок. Підняття являє собою невелику симетричну брахіантикліналь північно-західного простягання розмірами по ізогіпсі — 2500 м 3,0х2,0 м, амплітуда 120 м. Перший промисл. приплив газу отримано з пісковиків турнейського ярусу в 1965 р.
Поклади масивно-пластові, склепінчасті, тектонічно екрановані.
Експлуатується з 1989 р. Режим покладів газовий. Запаси початкові видобувні категорій А+В+С1: нафти — 310 тис. т; газу — 5200 млн. м³; конденсату — 583 тис. т. Густина дегазованої нафти 819 кг/м³. Вміст сірки у нафті 0,073 мас.%.